# Università tecnica di Košice
L'Università tecnica di Košice (in slovacco: Technická univerzita v Košiciach) è un politecnico universitario con sede nella città slovacca di Košice.
L'Università fu fondata nel 1952 con il nome di Vysoká škola technická ("Alta scuola tecnica"). Ha acquisito la denominazione attuale con la legge 94/1991 del 13 febbraio 1991.

## Storia
L'Università tecnica di Košice fu fondata nel 1952, ma le sue radici sono molto più antiche. Già nel 1657 fu fondata l'Università di Košice (Universitas Cassoviensis), ma la formazione tecnica rimase esclusa dagli studi universitari fino al 1762, quando l'imperatrice Maria Teresa d'Austria istituì l'Accademia Mineraria di Banská Štiavnica.
Il germe dell'istruzione tecnica superiore a Košice fu seminato nel 1937, quando con la legge n. 170 della Repubblica cecoslovacca fu istituita l'"Alta scuola tecnica statale Milan Rastislav Štefánik" (Štátna vysoká škola technická Dr. Milana Rastislava Štefánika v Košiciach). I corsi sarebbero dovuti incominciare nell'anno accademico 1938/1939, ma in conseguenza del Primo arbitrato di Vienna fu necessario trasferire l'intero progetto a Bratislava, dove fu istituita l'Università tecnica slovacca.
La nascita effettiva dell'Alta scuola tecnica giunse con il decreto del governo n. 30/1952 dell'8 luglio 1952, con la quale fu istituito l'ateneo con tre facoltà: meccanica pesante, ingegneria mineraria e metallurgia. Nel 1969 fu aggiunta la facoltà di elettrotecnica e nel 1976 la facoltà di ingegneria edile. Importante fu il passaggio del cambio di denominazione a favore di Università tecnica di Košice con legge della Repubblica Slovacca del 13 febbraio 1991. Nel 1992 fu istituita la sede staccata di Prešov con la facoltà di studi specializzati, che nel 1996 si è trasformata nell'odierna facoltà di tecnologia della produzione. Nel 1992 fu fondata anche la facoltà di economia, con cui l'università offrì studi in un settore estraneo alle discipline meramente tecniche, tendenza che proseguì nel 1998, quando fu fondata la facoltà di arti applicate.
Oggi l'Università tecnica di Košice ha nove facoltà e circa 16 000 studenti, circa 700 dottorandi, con 900 docenti e un numero analogo di personale tecnico-amministrativo. L'Università tecnica di Košice non solo sviluppa un ampio spettro di servizi per l'istruzione per la Slovacchia orientale, ma in alcuni campi è un punto di riferimento per l'intera Slovacchia e per l'Europa centrale. Collabora strettamente con altre università e con i parchi industriali della regione e di tutta la Slovacchia.

## Facoltà
L'Università tecnica di Košice si articole in nove facoltà:
- Ingegneria mineraria, ecologia, gestione e geotecnologia
- Metallurgia
- Ingegneria meccanica
- Elettrotecnica e informatica
- Ingegneria edile
- Economia
- Tecnologia della produzione, con sede a Prešov
- Arti
- Aviazione

## Galleria d'immagini

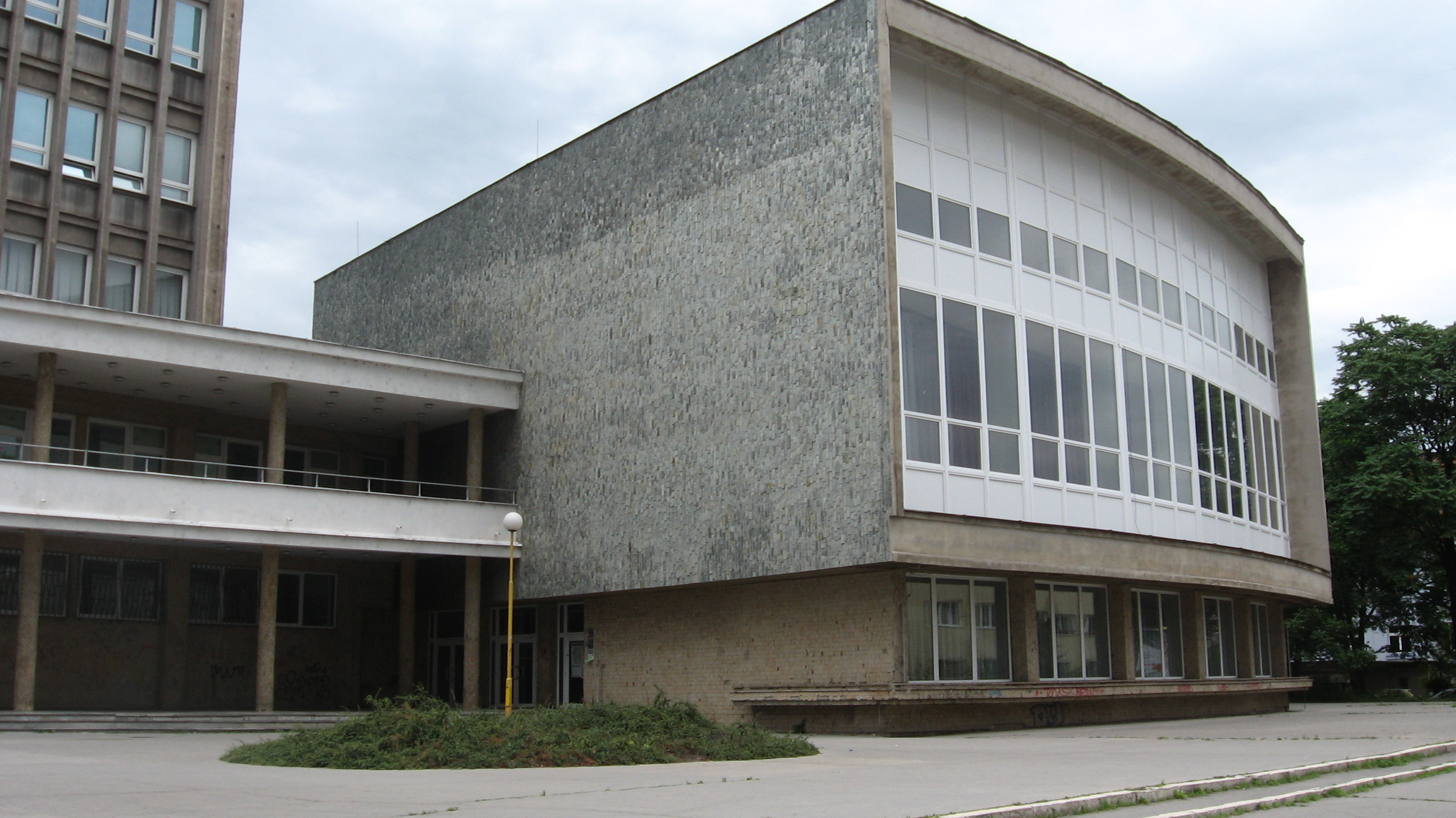
Aula Massima
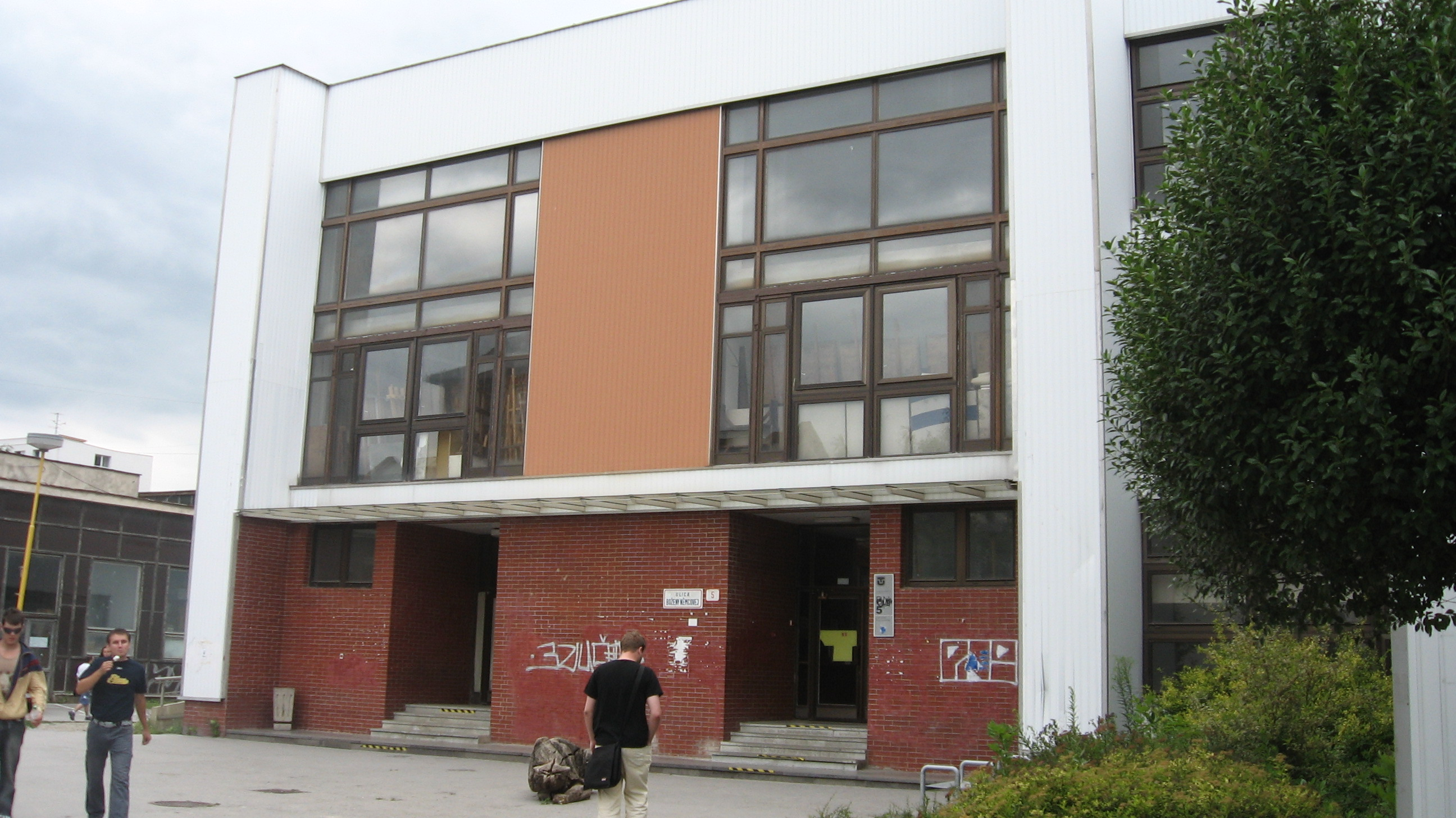
Aule
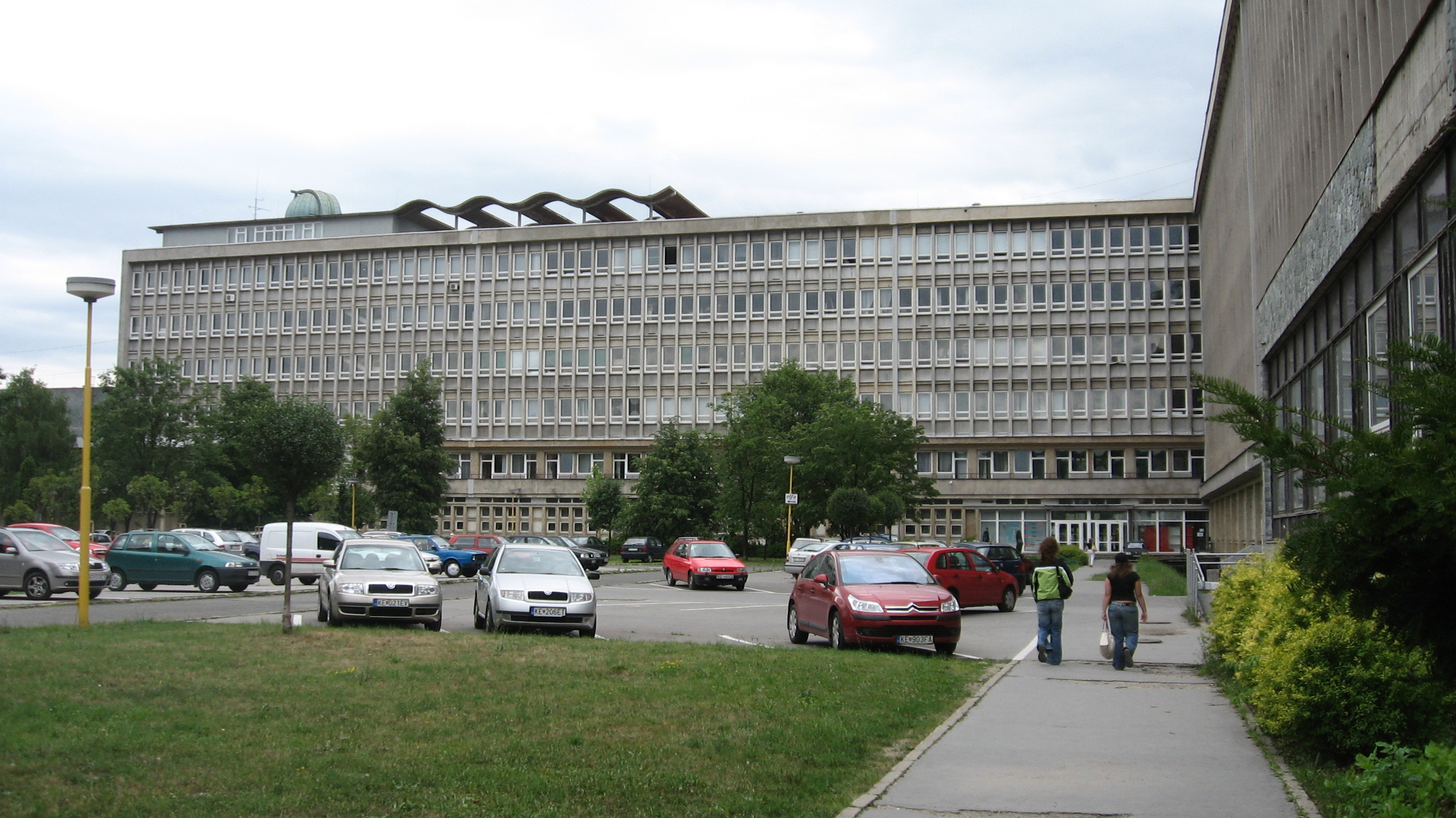
Edificio principale
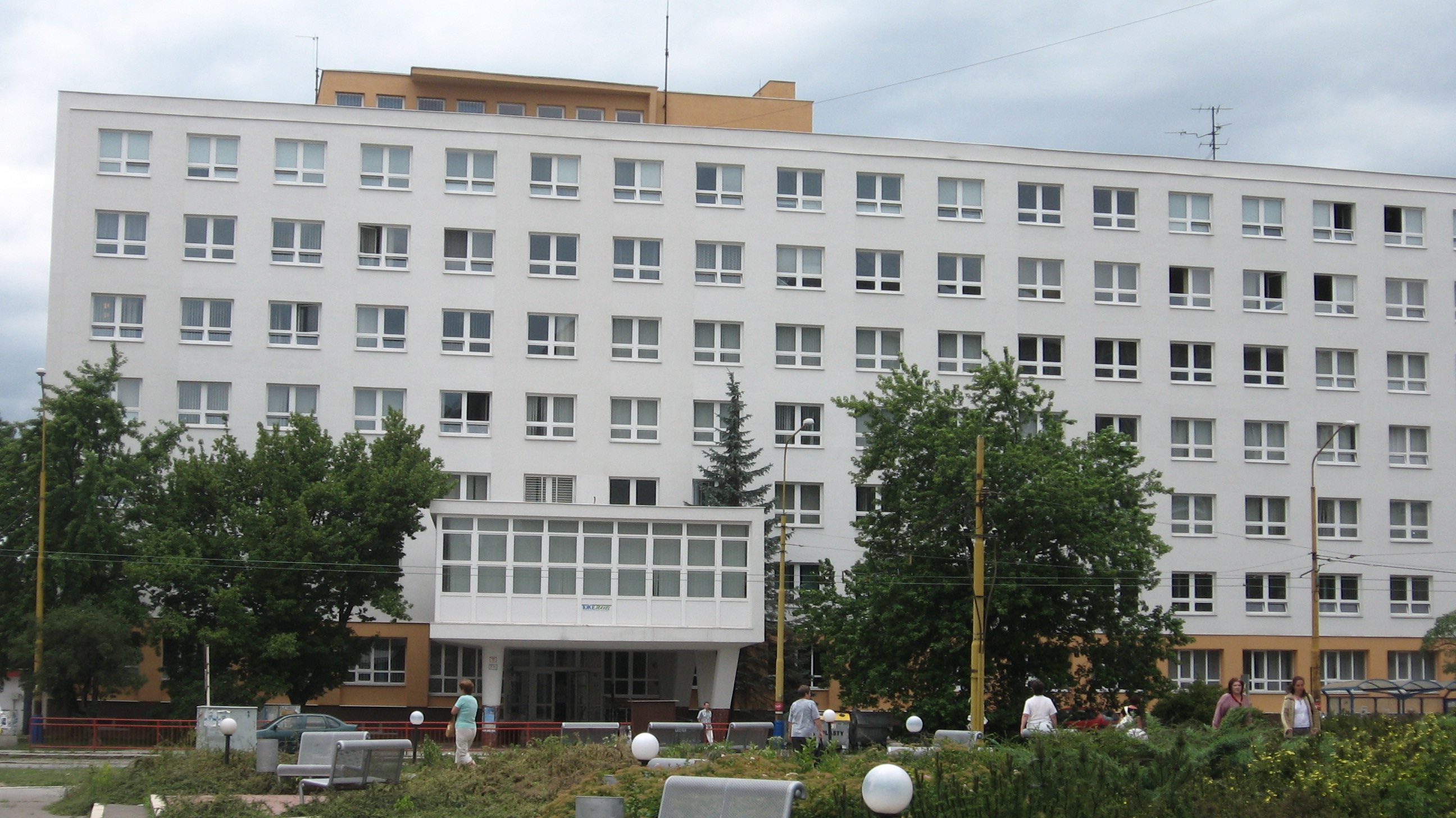
Facoltà di economia